# Valderrueda
Valderrueda település Spanyolországban, León tartományban. Lakosainak száma 821 fő (2024).

## Földrajza
Valderrueda Prado de la Guzpeña, Cistierna, Crémenes, Prioro, Boca de Huérgano, Velilla del Río Carrión, Guardo, Almanza és Cebanico községekkel határos.

## Népesség
A település lakosságának változását az alábbi diagram mutatja:
| Lakosok száma | 1256 | 1138 | 1058 | 1014 | 979  | 945  | 885  | 832  | 820  | 821  |
|               | 2001 | 2004 | 2007 | 2009 | 2012 | 2014 | 2017 | 2019 | 2022 | 2024 |